# Tickle Me Elmo
Tickle Me Elmo (deutsch Kitzel-Mich-Elmo) ist der Name mehrerer Spielfiguren, die auf der Sesamstraßen-Puppe Elmo beruhen und auf leichtes Drücken mit hysterischem Lachen und Zappeln reagieren. Die erste Generation des Spielzeugs wurde 1996 auf dem US-amerikanischen Markt von der Mattel-Tochter Tyco eingeführt. 2006 veröffentlichte das Schwester-Unternehmen Fisher-Price einen Nachfolger. Beide Figuren sind in den USA kommerziell äußerst erfolgreich.
Daneben stammt eine Reihe weiterer Elmo-Figuren von Mattel, die Tickle Me Elmo teilweise stark ähneln, aber nicht „kitzlig“ sind.

## Erste Generation
Wird ein Tickle Me Elmo der ersten Generation auf den Bauch gedrückt, gluckst er; beim zweiten Mal sagt er “Oh no! That tickles!” (deutsch: „Oh nein! Das kitzelt!“); beim dritten Mal lacht er hysterisch und schüttelt sich. Die Reaktion wird dabei mittels eines Druckschalters ausgelöst und das Wackeln mithilfe einer größeren Version eines Vibrationsmotors erzeugt, wie er in Mobiltelefonen oder Gamecontrollern mit Force-Feedback-Technologie üblich ist. Zu hören ist Kevin Clash, der auch in der Sesamstraße Elmo seine Stimme leiht.
Der Erfinder des Spielzeugs, Ron Druben, kam auf die Idee zu einem „kitzligen“ Spielzeug, als er 1992 zwei spielende Kinder beobachtete, die sich gegenseitig kitzelten. Von der Sesamstraßen-Figur Elmo hatte er bis dato nichts gehört. Er hatte zunächst vor, dem Spielzeug das Aussehen eines Plüsch-Affen zu geben. Einen entsprechenden Entwurf mit dem Namen Tickles the monkey stellte er im März 1994 bei Tyco vor, nachdem ein Wettbewerber das Konzept zuvor abgelehnt hatte. Zwar gefiel den Verantwortlichen bei dem Spielzeug-Hersteller das Konzept des Kitzelns, mit dem Äußeren der Puppe waren sie jedoch nicht zufrieden und planten, sie wie eine der Looney-Tunes-Figuren zu gestalten: Taz, der tasmanische Teufel. Tyco schloss mit Druben und dessen Kollegen Greg Hyman einen Vertrag über die Entwicklung eines Tickle Me Taz, doch bevor dieser umgesetzt wurde, gab Tyco 1995 die Lizenz an den Looney Tunes an Warner Bros. zurück. Nachdem das Unternehmen die Vermarktung der Sesamstraßen-Spielzeuge übernommen hatte, bekam die Puppe die Gestalt von Elmo, der in den USA zu den beliebtesten Figuren der Sesamstraße zählt. Nach Einschätzung der Hersteller passt seine Persönlichkeit außerdem am besten zum Konzept des Spielzeugs.
Im Februar 1996 erregte Tickle Me Elmo auf der New Yorker Spielzeugmesse U.S. Toy Fair, auf der sich Händler fürs Vorweihnachtsgeschäft eindecken, lediglich verhaltene Begeisterung. Bei der Markteinführung im Juli ging der Hersteller Tyco davon aus, bis zum Jahresende rund 400.000 Stück zu verkaufen. Im September brach Tyco mit der Unternehmenstradition, Produkte für Vorschulkinder nicht zu bewerben, und startete eine TV-Werbekampagne für Tickle Me Elmo, mit der im Umfeld von tagsüber gesendeten Talkshows junge Mütter erreicht werden sollten. Zusätzliche Fernseh-Präsenz wurde über Produktplatzierung erreicht. So machte die Moderatorin Rosie O’Donnell im Oktober Tickle Me Elmo in ihrer Talkshow zum zentralen Element eines abgewandelten Groucho-Marx-Gags, in dem sie 200 Puppen, die ihr von Tyco zur Verfügung gestellt worden waren, ans Publikum verschenkte. In einer Ausgabe der Today Show hatte Co-Moderator Bryant Gumbel während der ganzen Sendung eine der Elmo-Figuren auf seinem Schoß sitzen. Mit dieser Strategie schaffte Elmo es auf 1.000 Fernseh-Auftritte. Die Kosten der Kampagne überstiegen mit 1,5 Mio. US$ die Entwicklungskosten des Produkts von rund 100.000 US$ deutlich. Ihr Erfolg brachte der verantwortlichen Agentur D’Arcy Masius Benton & Bowles 1997 unter anderem einen silbernen Effie ein, einen Preis für effiziente Markenkommunikation. Die ebenfalls beteiligte Agentur Freeman Public Relations wurde von der Public Relations Society of New York mit dem Hauptpreis des Jahres 1997 ausgezeichnet.
In der Vorweihnachtszeit 1996 galt das Spielzeug in Nordamerika als „Muss“ und löste einen Ansturm auf Spielzeuggeschäfte aus. Bereits am Black Friday, dem inoffiziellen Beginn der vorweihnachtlichen Einkaufssaison in den USA, war das Produkt innerhalb von etwa zwei Stunden landesweit ausverkauft. Obwohl der Hersteller noch im Oktober die Produktion auf das Maximum von 50.000 Puppen pro Woche erhöhte, konnte er die Nachfrage nicht mehr abdecken. Kaufwillige warteten in oder vor Geschäften auf Nachschub; mehrfach brachen um die wenigen noch verfügbaren Exemplare Rangeleien aus. Als beispielsweise am Abend des 14. Dezember 1996 eine rund 300-köpfige Menge, die bei einer Walmart-Filiale im kanadischen Fredericton gegen Mitternacht auf eine Lieferung der Spielzeuge wartete, einen Mitarbeiter des Supermarktes mit einer der begehrten Figuren sah, kam es zu einem Handgemenge, bei dem der Mitarbeiter unter anderem einen Rippenbruch und eine Gehirnerschütterung davontrug. Aufgrund der enormen Nachfrage stiegen die Preise für die Figur sprunghaft an. Spielwarenläden verkauften die Figur, die ursprünglich rund 30 US$ gekostet hatte, für 54 US$, das Nachrichtenmagazin People berichtet, dass sie für 1.500 US$ angeboten wurde, andere Quellen berichten sogar von 7.000 US$. Tickle Me Elmo wurde vorübergehend zu einem Spekulationsobjekt. Im Vorweihnachtsgeschäft 1996 wurden über 1 Million Exemplare verkauft, was Tickle Me Elmo zu einem der meistverkauften Spielzeuge der Saison werden ließ. Allein in dieser Zeit erzielte Mattel mit der Figur einen Umsatz von über 22 Mio. US$. Die Aufregung um den Tickle Me Elmo bewertete das Time magazine 2010 als die größte, die es je um ein Spielzeug gegeben hatte.

### Varianten
Anfang 1997 kamen Varianten des Spielzeugs in Gestalt weiterer Sesamstraßen-Figuren (Ernie, Bibo und das Krümelmonster) auf den US-amerikanischen Markt, von denen jedoch keine die Bekanntheit oder Verkaufszahlen des Originals erreichte.
Zum fünften Jubiläum der Figur wurde Tickle Me Elmo im Herbst 2001 als spezielle Surprise Edition (dt. Überraschungs-Ausgabe) angeboten. Fünf der Figuren aus dieser Edition lachten ab dem 9. Januar 2002 nicht mehr, wenn sie gedrückt wurden, sondern teilten dem Besitzer mit, dass er einen Preis gewonnen hatte. Der Hauptpreis enthielt unter anderem eine Gutschrift über 200.000 US$ für den Kauf eines Hauses, Sparbriefe im Wert von 60.000 US$ und einen VW New Beetle im Elmo-Design.
Aus dem Jahr 2002 stammt die rund 70 cm große Jumbo-Version des Tickle Me Elmos, die in zwei unterschiedlichen Ausfertigungen bei Walmart gekauft werden konnte.

## Zweite Generation: T.M.X.
Ein Nachfolger des ersten Tickle Me Elmos wurde der Öffentlichkeit live in der ABC-Nachrichtensendung Good Morning America vorgestellt und kam am 19. September 2006 zum Preis von rund 40 US$ in die amerikanischen Läden. Er trägt den Namenszusatz T.M.X., der zugleich für “Tickle Me Extreme” (deutsch: „Kitzel mich extrem“) und – als Anspielung auf den zehnten Geburtstag des Spielzeugs – “Tickle Me 10” (deutsch: „Kitzel mich 10“) steht. Inzwischen war Fisher-Price innerhalb des Mattel-Konzerns für die Sesamstraßen-Produktlinie zuständig.
Der T.M.X.-Elmo ist etwa 35 cm groß und kann am Kinn, am Bauch oder an den Füßen „gekitzelt“ werden. Drückt man ihn an einer dieser Stellen, fängt er an zu lachen und klopft sich zweimal aufs Bein, fällt dann nach hinten in eine Sitzposition und steht lachend wieder auf. Wird er ein zweites Mal gekitzelt, wiederholt er den Bewegungsablauf, setzt sich dann wieder hin und fällt nach hinten um, strampelt mit den Beinen und lacht noch heftiger. Beim dritten Kitzeln rollt er über den Bauch, schlägt im Lachanfall mit der Hand auf den Bauch und steht dann wieder auf. Dabei sagt er Sprüche wie “You tickled Elmo” (deutsch: „Du hast Elmo gekitzelt“), “You did it again” (deutsch: „Du hast es wieder getan“), “Again! Again!” (deutsch: „Nochmal! Nochmal!“), “Give Elmo a break, please!” (deutsch: „Lass’ Elmo ’ne Pause, bitte!“) oder “I can’t stop laughing” (deutsch: „Ich kann nicht aufhören zu lachen“). Der Spielzeug-Analyst Chris Byrne bezeichnete die Fähigkeiten der Figur gegenüber USA Today als „Quantensprung“ und „Durchbruch“ bei Plüsch-Spielzeug für Vorschulkinder. Seit 1998 Furby auf den Markt kam, habe es keinen derartigen Rummel um ein solches Spielzeug gegeben.
Wie bereits sein Vorgänger wurde auch die T.M.X.-Variante der Spielfigur zum Kassenschlager: Nach Angaben des Walmart-Sprechers Jolanda Stewart wurden in den Wal-Mart-Filialen nach Erscheinen der Figur fünf bis sechs Puppen pro Minute verkauft, und der Online-Absatz des Einzelhandelskonzerns übertraf die Erwartungen um 150 %. Die Bestände des Flagshipstores von Toys "R" Us in Manhattan waren binnen zwei Minuten ausverkauft. In Florida nahm ein Mann kurz nach Verkaufsstart einem anderen unter der Androhung, ihn sonst zu erschießen, eine der Figuren weg. Angesichts der Erfahrungen, die Mattel beim Verkauf der ersten Generation gemacht hatte, vermuten Branchenkenner, dass die Lieferengpässe von Mattel bewusst geplant waren, um durch Verknappung der Ware den Preis hoch halten zu können; Mattel selbst dementiert diesen Vorwurf. Innerhalb von zwei Wochen wurden rund 250.000 Figuren verkauft. Damit gilt der T.M.X.-Elmo als größter Verkaufsschlager der Vorweihnachtszeit in der bis dato über 50-jährigen Geschichte des Spielwarenherstellers Mattel und zusammen mit Barbie als beliebtestes Spielzeug des Jahres 2006.

### Varianten
Als T.M.X. Friends wurden Variationen des Spielzeugs in Gestalt der Sesamstraßen-Figuren Ernie und Krümelmonster herausgebracht. Sie sind etwa 7,5 cm kleiner und rund 10 US$ günstiger als der T.M.X.-Elmo und reagieren auf Drücken mit anderen Bewegungsabläufen und Sprüchen.
Daneben wurden verschiedene Sonderausgaben der Spielfigur veröffentlicht, unter anderem als Warning- und Top-Secret-Ausgaben, bei denen Elmo auf das Öffnen einer Vorschau-Klappe an der Verpackung mit Sprüchen wie “No peeking!” (deutsch: „Nicht schauen!“) reagiert. Außerdem gibt es eine Try-Me-Ausgabe, bei der die Reaktionen der Figur durch ein Loch in der Verpackung ausprobiert werden können. Zu Weihnachten 2007 wurde eine eXtra Special Edition des Spielzeugs herausgegeben, die einen sternförmigen Sticker an einem Halsband trägt und auf bestimmte Abfolgen von Aktionen (wie Drücken, Ein- und Ausschalten oder Bewegen der Extremitäten) neue Reaktionen zeigt. Mattel bietet eine Internet-Seite mit Hinweisen an, wie diese ausgelöst werden können.
Eine Sonderausgabe der Barbie-Puppe, ein anderes Produkt aus dem Hause Mattel, hatte als Begleiter eine Miniatur des Top-Secret-T.M.X.-Elmo, trug ein T-Shirt mit Elmo-Aufdruck und dem Schriftzug „T.M.X.“ und hatte eine Handtasche im Look der Top-Secret-Verpackung. Diese Barbie war mit heller und dunkler Hautfarbe erhältlich.
Auch aus dem Jahr 2007 stammt eine besonders kleine Variante in Form eines Schlüsselanhängers.
Als Nachfolger des T.M.X. Elmo wird teilweise die Figur Elmo Live aus dem Jahr 2008 angesehen, die – neben vielen anderen Funktionen – auf ein Kitzeln am Bauch ebenfalls mit Kichern reagiert. Hersteller Fisher-Price stellt bei der Vermarktung der Figur allerdings deren Fähigkeiten, mit synchronen Mundbewegungen zu sprechen, in den Vordergrund.

## Internationaler Vertrieb und Lokalisierungen
In englischer Sprache wird Tickle Me Elmo neben den USA auch in Kanada, Großbritannien und Australien vertrieben. Für den Vertrieb in anderen Sprachräumen wurde das Spielzeug lokalisiert, das heißt die Sprache und teilweise auch das Erscheinungsbild wurden angepasst. In Deutschland beispielsweise wird die Puppe seit 1997 unter anderem als Kitzel Mich Ernie mit dem Aussehen und der Stimme von Ernie aus der Sesamstraße angeboten, weil dieser hier bekannter und beliebter ist; daneben wurden auch ein Lachspaß Elmo und ein Kitzel Mich Samson angeboten. Die zweite Generation der Puppe kann in Deutschland seit dem 20. September 2006 als K.M.X. Ernie gekauft werden, „K.M.X.“ steht dabei für „Kitzel Mich eXtrem“. Die niederländische Ausgabe trägt ebenfalls die Gestalt Ernies, die französische und die japanische dagegen die Elmos. In spanischer Sprache gibt es sowohl Ernie als auch Elmo.

## Bücher
Im September 1997 brachte der Verlag Random House ein zwölfseitiges Lesebuch mit dem Titel Tickle Me, Elmo! auf den Markt. Bereits 1993 war im Verlag Golden Press das Kinderbuch My Name Is Elmo erschienen. Darin erzählt Elmo von sich und den Dingen, die er mag. Abgesehen davon, dass es ihm gefällt, gekitzelt zu werden, ist kein Bezug zu Tickle Me Elmo zu erkennen. Dennoch erschien im Dezember 1997 eine Neuauflage des Buches mit geändertem Titel: Tickle Me: My Name is Elmo.

## Auszeichnungen
Beide Generationen des Spielzeugs wurden mehrfach ausgezeichnet. Mit dem Toy of the Year Award des FamilyFun Magazine erhielt der Tickle Me Elmo der ersten Generation den „Oscar der Spielzeugindustrie“. Aus dem Oppenheim Toy Portfolio gewann er den Platinum Award. Die Toy Industry Association, der Zusammenschluss der wichtigsten Spielzeug-Hersteller in den USA, kürte T.M.X. Elmo 2007 zum Spielzeug des Jahres. Gleichzeitig gewann die Puppe die Auszeichnung für das beste Spielzeug für Kinder im Vorschulalter. Das Magazin Parents wählte sie in die Liste der zehn besten Spielzeuge.

## Rezeption in der Popkultur
Der außerordentliche Erfolg der Spielzeugfigur führte zu einem Widerhall in der Popkultur, vor allem in Film und Fernsehen.
Die Zeichentrickserie Die Simpsons nimmt mehrfach Bezug auf die Tickle Me Elmo. In der Episode Die böse Puppe Lustikus beklagt sich ein Spielzeug-Hersteller über den enormen Druck in der Branche, sich den neuen Furby oder Tickle Me Elmo einfallen zu lassen. In der Episode Moe Baby Blues ist die Elmo-Puppe kurz zu sehen: Als Moe sie kitzelt, ruft sie empört: „Nein heißt bei Elmo: Nein!“ und ohrfeigt ihn.
An anderer Stelle wird das Konzept der Kitzel-mich-Puppe von Elmo auf eine andere Figur übertragen. Beispielsweise zeigt die Simpsons-Episode Die Lieblings-Unglücksfamilie eine Tickle-Me-Krusty-Puppe, und in dem Futurama-Film Leela und die Enzyklopoden taucht eine Tickle-Me-Bender-Figur auf. In einem MADtv-Sketch wird mit einem Tickle Me Emo die Emo-Jugendkultur auf die Schippe genommen. Unter den weiteren Parodien finden sich Tickle Me Ackbar (eine Anspielung auf einen Star-Wars-Charakter) im Comic zu Clerks, Tickle-Me-Hellmo (mit Bezug auf Englisch “hell”, zu Deutsch: „Hölle“) bei Johnny the Homicidal Maniac und die Tickle-Me-Freud-Puppe, die über das Internet-Portal Stupid.com erworben werden kann.